# U-590 (tàu ngầm Đức)
U-590 là một tàu ngầm tấn công  Lớp Type VII thuộc phân lớp Type VIIC được Hải quân Đức Quốc Xã chế tạo trong Chiến tranh Thế giới thứ hai. Nhập biên chế năm 1941, nó đã thực hiện được năm chuyến tuần tra, đánh chìm được một tàu buôn tải trọng 5.228 GRT, đồng thời gây hư hại cho một tàu buôn khác tải trọng 5.464 GRT. Trong chuyến tuần tra cuối cùng, U-590 bị một thủy phi cơ PBY Catalina của Hải quân Hoa Kỳ đánh chìm ngoài khơi Belém, Brazil vào ngày 9 tháng 7, 1943.

## Thiết kế và chế tạo

### Thiết kế

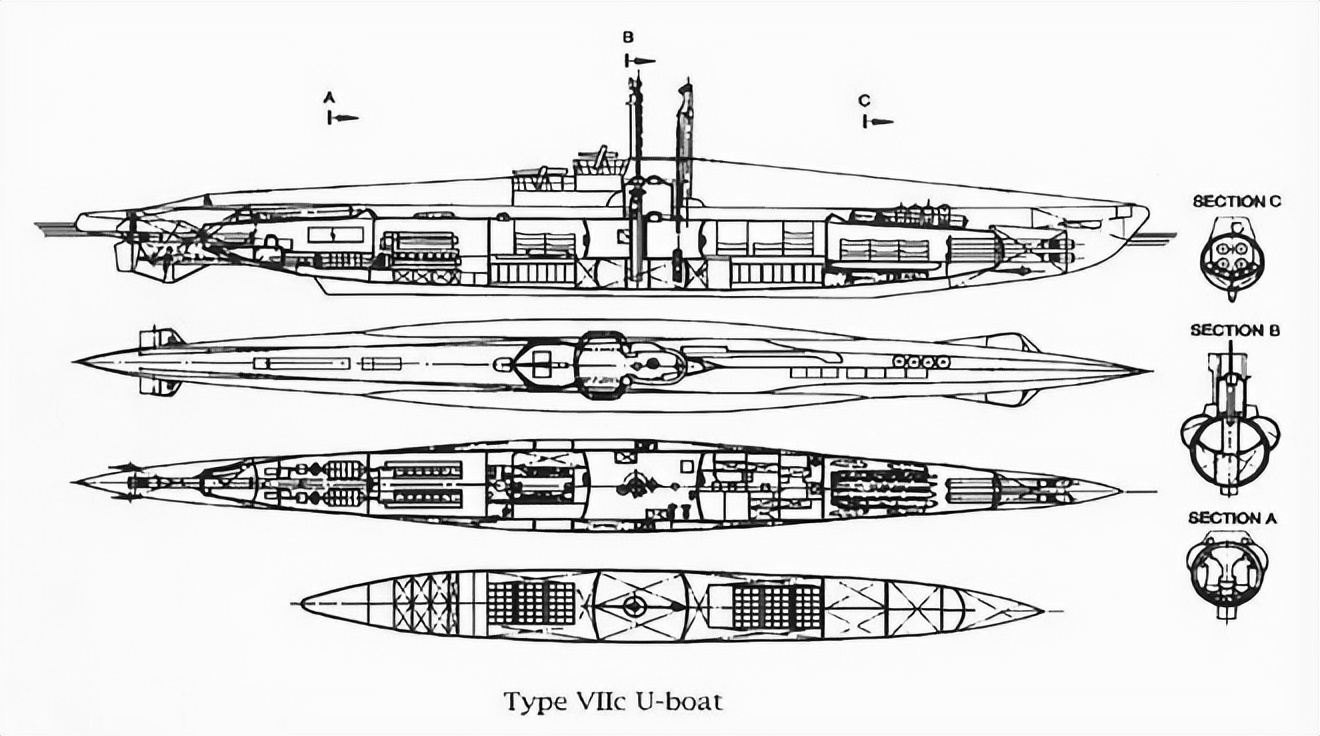
Sơ đồ các mặt cắt một tàu ngầm Type VIIC

Phân lớp VIIC của Tàu ngầm Type VII là một phiên bản VIIB được kéo dài thêm. Chúng có trọng lượng choán nước 769 t (757 tấn Anh) khi nổi và 871 t (857 tấn Anh) khi lặn). Con tàu có chiều dài chung 67,10 m (220 ft 2 in), lớp vỏ trong chịu áp lực dài 50,50 m (165 ft 8 in), mạn tàu rộng 6,20 m (20 ft 4 in), chiều cao 9,60 m (31 ft 6 in) và mớn nước 4,74 m (15 ft 7 in).
Chúng trang bị hai động cơ diesel Germaniawerft F46 siêu tăng áp 6-xy lanh 4 thì, tổng công suất 2.800–3.200 PS (2.100–2.400 kW; 2.800–3.200 bhp), dẫn động hai trục chân vịt đường kính 1,23 m (4,0 ft), cho phép đạt tốc độ tối đa 17,7 kn (32,8 km/h), và tầm hoạt động tối đa 8.500 nmi (15.700 km) khi đi tốc độ đường trường 10 kn (19 km/h). Khi đi ngầm dưới nước, chúng sử dụng hai động cơ/máy phát điện Garbe, Lahmeyer & Co. RP 137/c  tổng công suất 750 PS (550 kW; 740 shp). Tốc độ tối đa khi lặn là 7,6 kn (14,1 km/h), và tầm hoạt động 80 nmi (150 km) ở tốc độ 4 kn (7,4 km/h). Con tàu có khả năng lặn sâu đến 230 m (750 ft).
Vũ khí trang bị có năm ống phóng ngư lôi 53,3 cm (21 in), bao gồm bốn ống trước mũi và một ống phía đuôi, và mang theo tổng cộng 14 quả ngư lôi, hoặc tối đa 22 quả thủy lôi TMA, hoặc 33 quả TMB. Tàu ngầm Type VIIC bố trí một hải pháo 8,8 cm SK C/35 cùng một pháo phòng không 2 cm (0,79 in) trên boong tàu. Thủy thủ đoàn bao gồm 4 sĩ quan và 40-56 thủy thủ.

### Chế tạo
U-590 được đặt hàng vào ngày 16 tháng 1, 1940, và được đặt lườn tại xưởng tàu của hãng Blohm & Voss ở Hamburg vào ngày 31 tháng 10, 1940. Nó được hạ thủy vào ngày 6 tháng 8, 1941, và nhập biên chế cùng Hải quân Đức Quốc Xã vào ngày 2 tháng 10, 1941 dưới quyền chỉ huy của Hạm trưởng, Đại úy Hải quân Heinrich Müller-Edzards.

## Lịch sử hoạt động

### 1942
Sau khi hoàn tất việc huấn luyện trong thành phần Chi hạm đội U-boat 6, U-590 tiếp tục phục vụ cùng đơn vị này để hoạt động trên tuyến đầu cho đến khi bị mất.

#### Chuyến tuần tra thứ nhất
U-590 khởi hành từ cảng Kiel, Đức vào ngày 4 tháng 4, 1942 cho chuyến tuần tra đầu tiên trong chiến tranh. Nó đã tiến ra Bắc Hải, rồi băng qua khe GI-UK giữa các quần đảo Shetland và Faroe để vòng qua quần đảo Anh và hoạt động tại vùng biển Bắc Đại Tây Dương về phía Tây Ireland (Khu vực Tiếp cận phía Tây). Chiếc U-boat kết thúc chuyến tuần tra khi đi đến cảng St. Nazaire bên bờ Đại Tây Dương của Pháp đã bị Đức chiếm đóng vào ngày 17 tháng 4. St. Nazaire trở thành căn cứ hoạt động chính của chiếc tàu ngầm cho đến hết quãng đời hoạt động.

#### Chuyến tuần tra thứ hai và thứ ba
Trong chuyến tuần tra thứ hai, cùng xuất phát và kết thúc tại St. Nazaire và kéo dài từ ngày 3 tháng 5 đến ngày 25 tháng 6, U-590 đã hoạt động tại vùng biển Bắc Đại Tây Dương về phía Đông Nam Newfoundland, Canada.
Sau đó chiếc U-boat thực hiện chuyến tuần tra tiếp theo khi rời St. Nazaire vào ngày 11 tháng 8, và hướng xuống phía Nam để hoạt động dọc theo bờ biển Tây Phi cho đến tận ngoài khơi Sierra Leone và Liberia. Nó quay trở về St. Nazaire vào ngày 24 tháng 11.

### 1943

#### Chuyến tuần tra thứ tư
U-590 khởi hành từ St. Nazaire vào ngày 31 tháng 1, 1943 cho chuyến tuần tra thứ tư, và đã hoạt động tại khu vực giữa Bắc Đại Tây Dương. Vào ngày 11 tháng 3, nó phóng ngư lôi tấn công Đoàn tàu HX-228, và đã gây hư hại cho chiếc tàu buôn Anh Jamaica Producer 5.464 GRT. Chiếc tàu ngầm quay trở về St. Nazaire vào ngày 12 tháng 4.

#### Chuyến tuần tra thứ năm – Bị mất
Xuất phát từ cảng St. Nazaire vào ngày 8 tháng 6 cho chuyến tuần tra thứ năm, cũng là chuyến cuối cùng, U-590 hướng xuống phía Tây Nam để hoạt động dọc theo bờ biển Đông Bắc của lục địa Nam Mỹ. Tại khu vực cửa sông Amazon, Brazil vào ngày 4 tháng 7, nó đã đánh chìm chiếc tàu buôn Brazil Pelotaslóide 5.228 GRT ở vị trí ngoài khơi cảng Salinas, Brazil. Các tàu săn ngầm Brazil Jacuí (CS 57) và Jundiaí (CS 58) hộ tống cho Pelotaslóide đã thả mìn sâu phản công, nhưng chiếc tàu ngầm đã không bị hư hại.
Ba ngày sau đó, 9 tháng 7, U-590 bị một thủy phi cơ PBY Catalina thuộc Liên đội VPB-94 Hải quân Hoa Kỳ thả mìn sâu đánh chìm ngoài khơi Belém, Brazil, tại tọa độ 03°22′B 48°38′T / 3,367°B 48,633°T. Toàn bộ 45 thành viên thủy thủ đoàn của chiếc U-boat đều tử trận.

### "Bầy sói" tham gia
U-590 từng tham gia sáu bầy sói:
- Hecht (8 tháng 5 – 18 tháng 6, 1942)
- Blücher (14 – 20 tháng 8, 1942)
- Iltis (6 – 23 tháng 9, 1942)
- Neuland (8 – 13 tháng 3, 1943)
- Dränger (14 – 20 tháng 3, 1943)
- Seewolf (21 – 30 tháng 3, 1943)

### Tóm tắt chiến công
U-590 đã đánh chìm được một tàu buôn tải trọng 5.228 GRT, đồng thời gây hư hại cho một tàu buôn khác tải trọng 5.464 GRT:
| Ngày             | Tên tàu          | Quốc tịch      | Tải trọng | Số phận      |
| ---------------- | ---------------- | -------------- | --------- | ------------ |
| 11 tháng 3, 1943 | Jamaica Producer | United Kingdom | 5.464     | Bị hư hại    |
| 4 tháng 7, 1943  | Pelotaslóide     | Brazil         | 5.228     | Bị đánh chìm |